# Сидар (озеро, Канада)
Сидар (англ. Cedar Lake — кедровое озеро) — озеро в провинции Манитоба в Канаде.
Расположено на западе провинции, севернее озера Виннипегосис. Одно из больших озёр Канады — площадь водной поверхности составляет 1321 км², общая площадь — 1353 км², пятое по величине озеро в провинции Манитоба. Высота над уровнем моря — 253 метра, колебания уровня озера до 3 метров. Ледостав с ноября по июнь.
Озёра Виннипег, Виннипегосис, Манитоба и Сидар являются остатками древнего ледникового озера Агассис и образуют компактную группу озёр, связанных между собой реками.
С запада на восток через озеро протекает река Саскачеван, соединяя Сидар с озером Виннипег. Строительство на реке Саскачеван близ её впадения в озеро Виннипег плотины длиной 25,6 км в 1961—1964 годах вызвало подъём уровня озера Сидар на 3,65 метра и обеспечило стабильную выработку электроэнергии на ГЭС Гранд-Рапидс, однако повышение уровня озера повлекло также и затопление большей части резервации кри, поэтому её население было вынуждено переехать в Истервилл, расположенный около юго-восточной оконечности озера.
Любительское рыболовство, специализация — судак, северная щука и жёлтый окунь.
Озеро известно находками янтарных окаменелостей мелового периода. Этот тип янтаря называют «Чемавинит» в честь индейского племени, живущего в окрестностях озера. Этот янтарь содержит много включений органического характера.